# 拉萨野丁香
拉萨野丁香（学名：Leptodermis hirsutiflora），为茜草科野丁香属下的一个植物种。